# Torneos ATP en 1996
Aquí se reflejan todos los torneos de la ATP disputados durante la temporada tenística de 1996. Aparecen ordenados según su categoría, y en orden de disputa, figurando a su vez el tenista ganador del torneo y el progreso de los jugadores en cada torneo a partir de los cuartos de final. Además se indica para cada torneo el importe económico para premios, la superficie en la que se juega y el número de tenistas participantes.

## Calendario

### Claves
| Grand Slam          |
| Copa Masters        |
| ATP Super 9         |
| Eventos por equipos |
| Series Mundiales    |
| Juegos Olímpicos    |

### Enero
| Semana                  | Torneo                                                                                            | Campeones                                   | Finalistas                     | Semifinalistas                                         | Cuartos de final                                                         |
| ----------------------- | ------------------------------------------------------------------------------------------------- | ------------------------------------------- | ------------------------------ | ------------------------------------------------------ | ------------------------------------------------------------------------ |
| 1 de enero              | Copa Hopman Perth, Australia Eventos por equipos 1 000 000$ Dura – 8 equipos (RR)                 | Croacia · 2–1                               | Suiza                          | Ronda Robin (Grupo A) Estados Unidos Francia Sudáfrica | Ronda Robin (Grupo B) Australia · Países Bajos · Alemania                |
| 1 de enero              | Campeonato Australiano Masculino de Pista Dura Adelaida, Australia Series Mundiales 303 000$ Dura | Yevgeny Kafelnikov 7–6(7–0), 3–6, 6–1       | Byron Black                    | Javier Frana Martin Damm                               | Greg Rusedski Renzo Furlan Henrik Holm Daniel Vacek                      |
| 1 de enero              | Campeonato Australiano Masculino de Pista Dura Adelaida, Australia Series Mundiales 303 000$ Dura | Todd Woodbridge Mark Woodforde 7–5, 7–6     | Jonas Björkman Tommy Ho        | Javier Frana Martin Damm                               | Greg Rusedski Renzo Furlan Henrik Holm Daniel Vacek                      |
| 1 de enero              | Qatar ExxonMobil Open Doha, Catar Series Mundiales 600 000$ Dura                                  | Petr Korda 7–6(7–5), 2–6, 7–6(7–5)          | Younes El Aynaoui              | Thomas Muster David Prinosil                           | Adrian Voinea Guillaume Raoux Magnus Larsson Nicolas Pereira             |
| 1 de enero              | Qatar ExxonMobil Open Doha, Catar Series Mundiales 600 000$ Dura                                  | Mark Knowles Daniel Nestor 7–6, 6–3         | Jacco Eltingh Paul Haarhuis    | Thomas Muster David Prinosil                           | Adrian Voinea Guillaume Raoux Magnus Larsson Nicolas Pereira             |
| 8 de enero              | BellSouth Open Auckland, Nueva Zelanda Series Mundiales 303 000$ Dura                             | Jiří Novák 6–4, 6–4                         | Brett Steven                   | Javier Frana Guy Forget                                | Jaime Yzaga Hernán Gumy David Rikl MaliVai Washington                    |
| 8 de enero              | BellSouth Open Auckland, Nueva Zelanda Series Mundiales 303 000$ Dura                             | Marcos Ondruska Jack Waite W/O              | Jonas Björkman Brett Steven    | Javier Frana Guy Forget                                | Jaime Yzaga Hernán Gumy David Rikl MaliVai Washington                    |
| 8 de enero              | Peters International Sídney, Australia Series Mundiales 303 000$ Dura                             | Todd Martin 5–7, 6–3, 6–4                   | Goran Ivanišević               | Todd Woodbridge Greg Rusedski                          | Mark Woodforde Jason Stoltenberg Richard Fromberg Scott Draper           |
| 8 de enero              | Peters International Sídney, Australia Series Mundiales 303 000$ Dura                             | Ellis Ferreira Jan Siemerink 5–7, 6–4, 6–1  | Patrick McEnroe Sandon Stolle  | Todd Woodbridge Greg Rusedski                          | Mark Woodforde Jason Stoltenberg Richard Fromberg Scott Draper           |
| 8 de enero              | Abierto de Indonesia Jakarta, Indonesia Series Mundiales 303,000$ Dura                            | Sjeng Schalken 6–3, 6–2                     | Younes El Aynaoui              | Paul Haarhuis Michael Joyce                            | Guillaume Raoux Emilio Sánchez Vicario Mikael Tillström Gilbert Schaller |
| 8 de enero              | Abierto de Indonesia Jakarta, Indonesia Series Mundiales 303,000$ Dura                            | Rick Leach Scott Melville 6–1, 2–6, 6–1     | Kent Kinnear Dave Randall      | Paul Haarhuis Michael Joyce                            | Guillaume Raoux Emilio Sánchez Vicario Mikael Tillström Gilbert Schaller |
| 15 de enero 28 de enero | Abierto de Australia Melbourne, Australia Grand Slam 3,180,318$ Dura                              | Boris Becker 6–2, 6–4, 2–6, 6–2             | Michael Chang                  | Mark Woodforde Andre Agassi                            | Thomas Enqvist Yevgeny Kafelnikov Mikael Tillström Jim Courier           |
| 15 de enero 28 de enero | Abierto de Australia Melbourne, Australia Grand Slam 3,180,318$ Dura                              | Stefan Edberg Petr Korda 7–5, 7–5, 4–6, 6–1 | Sébastien Lareau Alex O'Brien  | Mark Woodforde Andre Agassi                            | Thomas Enqvist Yevgeny Kafelnikov Mikael Tillström Jim Courier           |
| 15 de enero 28 de enero | Abierto de Australia Melbourne, Australia Grand Slam 3,180,318$ Dura                              | Larisa Neiland Mark Woodforde 4–6, 7–5, 6–0 | Nicole Arendt Luke Jensen      | Mark Woodforde Andre Agassi                            | Thomas Enqvist Yevgeny Kafelnikov Mikael Tillström Jim Courier           |
| 29 de enero             | Torneo de Croacia Indoors Zagreb, Croacia Series Mundiales ATP 375 000$ Moqueta                   | Goran Ivanišević 3–6, 6–3, 6–2              | Cédric Pioline                 | Guy Forget Marc-Kevin Goellner                         | Adrian Voinea Carl-Uwe Steeb Filip Dewulf Guillaume Raoux                |
| 29 de enero             | Torneo de Croacia Indoors Zagreb, Croacia Series Mundiales ATP 375 000$ Moqueta                   | Menno Oosting Libor Pimek 6–3, 7–6          | Martin Damm Hendrik Jan Davids | Guy Forget Marc-Kevin Goellner                         | Adrian Voinea Carl-Uwe Steeb Filip Dewulf Guillaume Raoux                |
| 29 de enero             | Abierto Heineken de Shanghai Shanghái, China Series Mundiales ATP 303 000$ Dura                   | Andrei Olhovskiy 7–6(7–5), 6–2              | Mark Knowles                   | Michael Tebbutt Tim Henman                             | Jeff Tarango Marcos Ondruska Cristiano Caratti Mark Petchey              |
| 29 de enero             | Abierto Heineken de Shanghai Shanghái, China Series Mundiales ATP 303 000$ Dura                   | Mark Knowles Roger Smith 4–6, 6–2, 7–6      | Jim Grabb Michael Tebbutt      | Michael Tebbutt Tim Henman                             | Jeff Tarango Marcos Ondruska Cristiano Caratti Mark Petchey              |

### Febrero
| Semana        | Torneo | Campeones | Finalistas                                                                                               | Semifinalistas                        | Cuartos de final                                               |
| ------------- | --- | --- | --- | ------------------------------------- | -------------------------------------------------------------- |
| 5 de febrero  | Copa Davis Primera ronda Roma, Italia – Tierra batida Johanesburgo, Suráfrica – Dura Geneva, Suiza – Tierra batida Besançon, Francia – Dura Jaipur, India – Hierba Katrineholm, Suecia – Moqueta Plzeň, República Checa– Moqueta Carlsbad, Estados Unidos – Dura | Ganadores Primera ronda Italia 3–2 · Sudáfrica 3–2 · Alemania 5–0 · Francia 5–0 · India 5–0 · Suecia 4–1 · República Checa 3–2 · Estados Unidos 5–0 | Perdedores Primera ronda Rusia · Austria · Suiza · Dinamarca · Países Bajos · Bélgica · Hungría · México |                                       |                                                                |
| 12 de febrero | Open 13 Marsella, Francia Series Mundiales ATP 514 250$ Dura | Guy Forget 7–5, 6–4 | Cédric Pioline                                                                                           | Tomás Carbonell Hendrik Dreekmann     | Stephane Simian Adrian Voinea Filip Dewulf Sergi Bruguera      |
| 12 de febrero | Open 13 Marsella, Francia Series Mundiales ATP 514 250$ Dura | Jean-Philippe Fleurian Guillaume Raoux 6–3, 6–2 | Marius Barnard Peter Nyborg                                                                              | Tomás Carbonell Hendrik Dreekmann     | Stephane Simian Adrian Voinea Filip Dewulf Sergi Bruguera      |
| 12 de febrero | Torneo de Dubái Dubái, Emiratos Árabes Unidos Series Mundiales ATP 1 014 250$ Dura | Goran Ivanišević 6–4, 6–3 | Albert Costa                                                                                             | Javier Sánchez Vicario David Prinosil | Sandon Stolle Hendrik Jan Davids Wayne Ferreira Thomas Enqvist |
| 12 de febrero | Torneo de Dubái Dubái, Emiratos Árabes Unidos Series Mundiales ATP 1 014 250$ Dura | Byron Black Grant Connell 6–0, 6–1 | Karel Nováček Jiří Novák                                                                                 | Javier Sánchez Vicario David Prinosil | Sandon Stolle Hendrik Jan Davids Wayne Ferreira Thomas Enqvist |
| 12 de febrero | Sybase Open San José, EE. UU. Series Mundiales ATP 303 000$ Dura | Pete Sampras 6–2, 6–3 | Andre Agassi                                                                                             | Michael Chang Ján Krošlák             | Richey Reneberg Jason Stoltenberg Vincent Spadea Greg Rusedski |
| 12 de febrero | Sybase Open San José, EE. UU. Series Mundiales ATP 303 000$ Dura | Trevor Kronemann David Macpherson 6–4, 3–6, 6–3 | Richey Reneberg Jonathan Stark                                                                           | Michael Chang Ján Krošlák             | Richey Reneberg Jason Stoltenberg Vincent Spadea Greg Rusedski |
| 19 de febrero | Campeonato de la Comunidad Europea Antwerp, Bélgica Series Mundiales 875 000$ Dura | Michael Stich 6–3, 6–2, 7–6(7–5) | Goran Ivanišević                                                                                         | Boris Becker Andrei Medvedev          | Francisco Clavet Renzo Furlan Richard Krajicek Marc Rosset     |
| 19 de febrero | Campeonato de la Comunidad Europea Antwerp, Bélgica Series Mundiales 875 000$ Dura | Jonas Björkman Nicklas Kulti 6–4, 6–4 | Yevgeny Kafelnikov Menno Oosting                                                                         | Boris Becker Andrei Medvedev          | Francisco Clavet Renzo Furlan Richard Krajicek Marc Rosset     |
| 19 de febrero | Kroger St. Jude International Memphis, Tennessee, EE. UU. Series Mundiales 683 000$ Dura | Pete Sampras 6–4, 7–6(7–2) | Todd Martin                                                                                              | Michael Chang Mark Philippoussis      | Mark Woodforde MaliVai Washington Thomas Enqvist Jiří Novák    |
| 19 de febrero | Kroger St. Jude International Memphis, Tennessee, EE. UU. Series Mundiales 683 000$ Dura | Mark Knowles Daniel Nestor 7–6, 1–6, 6–4 | Todd Woodbridge Mark Woodforde                                                                           | Michael Chang Mark Philippoussis      | Mark Woodforde MaliVai Washington Thomas Enqvist Jiří Novák    |
| 26 de febrero | Internazionali di Lombardia Milán, Italia Series Mundiales 689 250$ Dura | Goran Ivanišević 6–3, 7–6(7–3) | Marc Rosset                                                                                              | Yevgeny Kafelnikov Guy Forget         | Renzo Furlan Daniel Vacek Adrian Voinea Andrei Medvedev        |
| 26 de febrero | Internazionali di Lombardia Milán, Italia Series Mundiales 689 250$ Dura | Andrea Gaudenzi Goran Ivanišević 6–4, 7–5 | Guy Forget Jakob Hlasek                                                                                  | Yevgeny Kafelnikov Guy Forget         | Renzo Furlan Daniel Vacek Adrian Voinea Andrei Medvedev        |
| 26 de febrero | Comcast U.S. Indoor Filadelfia, EE. UU. Series Mundiales 589 250$ Dura | Jim Courier 6–4, 6–3 | Chris Woodruff                                                                                           | Todd Woodbridge Mark Woodforde        | Tomás Carbonell Marcelo Ríos Jason Stoltenberg Byron Black     |
| 26 de febrero | Comcast U.S. Indoor Filadelfia, EE. UU. Series Mundiales 589 250$ Dura | Todd Woodbridge Mark Woodforde 7–6, 6–2 | Byron Black Grant Connell                                                                                | Todd Woodbridge Mark Woodforde        | Tomás Carbonell Marcelo Ríos Jason Stoltenberg Byron Black     |

### Marzo
| Semana      | Torneo                                                                                      | Campeones                                    | Finalistas                             | Semifinalistas                       | Cuartos de final                                                        |
| ----------- | ------------------------------------------------------------------------------------------- | -------------------------------------------- | -------------------------------------- | ------------------------------------ | ----------------------------------------------------------------------- |
| 4 de marzo  | Franklin Templeton Classic Scottsdale, Estados Unidos Series Mundiales ATP 303 000$ Dura    | Wayne Ferreira 2–6, 6–3, 6–3                 | Marcelo Ríos                           | Alberto Berasategui Sandon Stolle    | Justin Gimelstob Richey Reneberg Albert Costa Stefan Edberg             |
| 4 de marzo  | Franklin Templeton Classic Scottsdale, Estados Unidos Series Mundiales ATP 303 000$ Dura    | Patrick Galbraith Rick Leach 5–7, 7–5, 7–5   | Richey Reneberg Brett Steven           | Alberto Berasategui Sandon Stolle    | Justin Gimelstob Richey Reneberg Albert Costa Stefan Edberg             |
| 4 de marzo  | Torneo ABN AMRO Torneo de Róterdam Róterdam, Países Bajos Series Mundiales 725 000$ Moqueta | Goran Ivanišević 6–4, 3–6, 6–3               | Yevgeny Kafelnikov                     | Tim Henman Guillaume Raoux           | Pete Sampras Cédric Pioline Marc Rosset Martin Damm                     |
| 4 de marzo  | Torneo ABN AMRO Torneo de Róterdam Róterdam, Países Bajos Series Mundiales 725 000$ Moqueta | David Adams Marius Barnard 6–3, 5–7, 7–6     | Hendrik Jan Davids Cyril Suk           | Tim Henman Guillaume Raoux           | Pete Sampras Cédric Pioline Marc Rosset Martin Damm                     |
| 4 de marzo  | Abierto Mexicano Telcel Mexico D.F., México Series Mundiales 305,000$ Tierra batida         | Thomas Muster 7–6(7–3), 6–2                  | Jiří Novák                             | Francisco Clavet Fernando Meligeni   | Alejandro Hernández Javier Frana Javier Sánchez Vicario Andrea Gaudenzi |
| 4 de marzo  | Abierto Mexicano Telcel Mexico D.F., México Series Mundiales 305,000$ Tierra batida         | Donald Johnson Francisco Montana 6–2, 6–4    | Nicolas Pereira Emilio Sánchez Vicario | Francisco Clavet Fernando Meligeni   | Alejandro Hernández Javier Frana Javier Sánchez Vicario Andrea Gaudenzi |
| 11 de marzo | Copa Newsweek Champions Indian Wells, Estados Unidos Super 9 1,950,000$ Dura                | Michael Chang 7–5, 6–1, 6–1                  | Paul Haarhuis                          | Goran Ivanišević Marcelo Ríos        | Pete Sampras Carlos Costa Andre Agassi Wayne Ferreira                   |
| 11 de marzo | Copa Newsweek Champions Indian Wells, Estados Unidos Super 9 1,950,000$ Dura                | Todd Woodbridge Mark Woodforde 6–3, 6–4      | Brian MacPhie Michael Tebbutt          | Goran Ivanišević Marcelo Ríos        | Pete Sampras Carlos Costa Andre Agassi Wayne Ferreira                   |
| 11 de marzo | Torneo de Copenhague Copenhague Series Mundiales ATP 203 000$ Dura                          | Cédric Pioline 6–2, 7–6(9–7)                 | Kenneth Carlsen                        | Tim Henman Johan Van Herck           | Martin Sinner Mikael Tillström Filip Dewulf Magnus Gustafsson           |
| 11 de marzo | Torneo de Copenhague Copenhague Series Mundiales ATP 203 000$ Dura                          | Libor Pimek Byron Talbot 7–6, 3–6, 6–3       | Wayne Arthurs Andrew Kratzmann         | Tim Henman Johan Van Herck           | Martin Sinner Mikael Tillström Filip Dewulf Magnus Gustafsson           |
| 18 de marzo | Lipton Championships Cayo Vizcaíno, Estados Unidos ATP Super 9 2 300 000$ Dura              | Andre Agassi 3–0 retirada                    | Goran Ivanišević                       | Arnaud Boetsch Pete Sampras          | Jim Courier Michael Joyce Michael Chang Vincent Spadea                  |
| 18 de marzo | Lipton Championships Cayo Vizcaíno, Estados Unidos ATP Super 9 2 300 000$ Dura              | Todd Woodbridge Mark Woodforde 6–1, 6–3      | Ellis Ferreira Patrick Galbraith       | Arnaud Boetsch Pete Sampras          | Jim Courier Michael Joyce Michael Chang Vincent Spadea                  |
| 18 de marzo | Torneo de San Petersburgo San Petersburgo, Rusia Series Mundiales ATP 300 000$ Moqueta      | Magnus Gustafsson 6–2, 7–6(7–4)              | Yevgeny Kafelnikov                     | Filip Dewulf Lars Burgsmüller        | Jeff Tarango Mikael Tillström David Prinosil Daniel Vacek               |
| 18 de marzo | Torneo de San Petersburgo San Petersburgo, Rusia Series Mundiales ATP 300 000$ Moqueta      | Yevgeny Kafelnikov Andrei Olhovskiy 6–3, 6–4 | Nicklas Kulti Peter Nyborg             | Filip Dewulf Lars Burgsmüller        | Jeff Tarango Mikael Tillström David Prinosil Daniel Vacek               |
| 24 de marzo | Gran Premio Hassan II Casablanca, Marruecos Series Mundiales ATP 203 000$ Tierra Batida     | Tomás Carbonell 7–5, 1–6, 6–2                | Gilbert Schaller                       | Alberto Berasategui Andrei Chesnokov | Richard Fromberg Jiří Novák Magnus Norman Carlos Moyà                   |
| 24 de marzo | Gran Premio Hassan II Casablanca, Marruecos Series Mundiales ATP 203 000$ Tierra Batida     | Jiří Novák David Rikl 7–6, 6–3               | Tomás Carbonell Francisco Roig         | Alberto Berasategui Andrei Chesnokov | Richard Fromberg Jiří Novák Magnus Norman Carlos Moyà                   |

### Abril
| Semana      | Torneo | Campeones                                                                              | Finalistas                                                                | Semifinalistas                        | Cuartos de final                                                      |
| ----------- | --- | -------------------------------------------------------------------------------------- | ------------------------------------------------------------------------- | ------------------------------------- | --------------------------------------------------------------------- |
| 1 de abril  | Cuartos de Copa Davis Roma, Italia – Tierra batida Limoges, Francia – Tierra batida Calcutta, India – Hierba Prague, República Checa – Moqueta | Ganadores cuartos de final Italia 4–1 · Francia 5–0 · Suecia 5–0 · República Checa 3–2 | Perdedores cuartos de final Sudáfrica · Alemania · India · Estados Unidos |                                       |                                                                       |
| 8 de abril  | Gold Flake Open Nueva Delhi, India Series Mundiales ATP 405 000$ Dura                                                                          | Thomas Enqvist 6–2, 7–6(7–3)                                                           | Byron Black                                                               | Jonathan Stark Alex Rădulescu         | Jean-Philippe Fleurian Sandon Stolle Cristiano Caratti Jérôme Golmard |
| 8 de abril  | Gold Flake Open Nueva Delhi, India Series Mundiales ATP 405 000$ Dura                                                                          | Jonas Björkman Nicklas Kulti 4–6, 6–4, 6–4                                             | Byron Black Sandon Stolle                                                 | Jonathan Stark Alex Rădulescu         | Jean-Philippe Fleurian Sandon Stolle Cristiano Caratti Jérôme Golmard |
| 8 de abril  | Torneo de Estoril Estoril, Portugal Series Mundiales ATP 600 000$ Tierra Batida                                                                | Thomas Muster 7–6(7–4), 6–4                                                            | Andrea Gaudenzi                                                           | Àlex Corretja Paul Haarhuis           | Francisco Clavet Carlos Costa Richard Fromberg Tomás Carbonell        |
| 8 de abril  | Torneo de Estoril Estoril, Portugal Series Mundiales ATP 600 000$ Tierra Batida                                                                | Tomás Carbonell Francisco Roig 6–3, 6–2                                                | Tom Nijssen Greg Van Emburgh                                              | Àlex Corretja Paul Haarhuis           | Francisco Clavet Carlos Costa Richard Fromberg Tomás Carbonell        |
| 8 de abril  | Abierto de Salem Hong Kong, China Series Mundiales ATP 303 000$ Dura                                                                           | Pete Sampras 6–4, 3–6, 6–4                                                             | Michael Chang                                                             | Jan Siemerink Todd Woodbridge         | David Prinosil Shuzo Matsuoka Richard Krajicek Martin Damm            |
| 8 de abril  | Abierto de Salem Hong Kong, China Series Mundiales ATP 303 000$ Dura                                                                           | Patrick Galbraith Andrei Olhovskiy 6–3, 6–7, 7–6                                       | Kent Kinnear Dave Randall                                                 | Jan Siemerink Todd Woodbridge         | David Prinosil Shuzo Matsuoka Richard Krajicek Martin Damm            |
| 15 de abril | Abierto de Japón Tokio, Japón Series Mundiales 935 000$ Dura                                                                                   | Pete Sampras 6–4, 7–5                                                                  | Richey Reneberg                                                           | Mark Woodforde Hendrik Dreekmann      | Guy Forget Thomas Enqvist Richard Krajicek Michael Chang              |
| 15 de abril | Abierto de Japón Tokio, Japón Series Mundiales 935 000$ Dura                                                                                   | Todd Woodbridge Mark Woodforde 6–2, 6–3                                                | Mark Knowles Rick Leach                                                   | Mark Woodforde Hendrik Dreekmann      | Guy Forget Thomas Enqvist Richard Krajicek Michael Chang              |
| 15 de abril | Open Seat Godó Barcelona, España Championship Series 800 000$ Tierra Batida                                                                    | Thomas Muster 6–3, 4–6, 6–4, 6–1                                                       | Marcelo Ríos                                                              | Carlos Moyà Jim Courier               | Francisco Roig Alberto Berasategui Magnus Larsson Todd Martin         |
| 15 de abril | Open Seat Godó Barcelona, España Championship Series 800 000$ Tierra Batida                                                                    | Luis Lobo Javier Sánchez Vicario 6–1, 6–3                                              | Neil Broad Piet Norval                                                    | Carlos Moyà Jim Courier               | Francisco Roig Alberto Berasategui Magnus Larsson Todd Martin         |
| 15 de abril | XL Bermuda Open Bermuda, Bermuda Series Mundiales 303,000$ Tierra Batuda                                                                       | MaliVai Washington 6–7(6–8), 6–4, 7–5                                                  | Marcelo Filippini                                                         | Mariano Zabaleta Javier Frana         | Bill Behrens Dirk Dier Vincent Spadea Mats Wilander                   |
| 15 de abril | XL Bermuda Open Bermuda, Bermuda Series Mundiales 303,000$ Tierra Batuda                                                                       | Jan Apell Brent Haygarth 3–6, 6–1, 6–3                                                 | Pat Cash Patrick Rafter                                                   | Mariano Zabaleta Javier Frana         | Bill Behrens Dirk Dier Vincent Spadea Mats Wilander                   |
| 22 de abril | Masters de Monte Carlo Monte Carlo, Mónaco Super 9 1,950,000$ Tierra Batida                                                                    | Thomas Muster 6–3, 5–7, 4–6, 6–3, 6–2                                                  | Albert Costa                                                              | Cédric Pioline Marcelo Ríos           | Sjeng Schalken Carlos Costa Magnus Gustafsson Félix Mantilla          |
| 22 de abril | Masters de Monte Carlo Monte Carlo, Mónaco Super 9 1,950,000$ Tierra Batida                                                                    | Ellis Ferreira Jan Siemerink 2–6, 6–3, 6–2                                             | Jonas Björkman Nicklas Kulti                                              | Cédric Pioline Marcelo Ríos           | Sjeng Schalken Carlos Costa Magnus Gustafsson Félix Mantilla          |
| 22 de abril | Abierto de Seúl Seúl, Coreadel Sur Series Mundiales 203,000$ Dura                                                                              | Byron Black 7–6(7–3), 6–3                                                              | Martin Damm                                                               | Tim Henman Ján Krošlák                | Gianluca Pozzi Shuzo Matsuoka Oleg Ogorodov Greg Rusedski             |
| 22 de abril | Abierto de Seúl Seúl, Coreadel Sur Series Mundiales 203,000$ Dura                                                                              | Rick Leach Jonathan Stark 6–4, 6–4                                                     | Kent Kinnear Kevin Ullyett                                                | Tim Henman Ján Krošlák                | Gianluca Pozzi Shuzo Matsuoka Oleg Ogorodov Greg Rusedski             |
| 29 de abril | BMW Open Múnich, Alemania Series Mundiales ATP 400 000$ Tierra Batida                                                                          | Slava Doseděl 6–4, 4–6, 6–3                                                            | Carlos Moyà                                                               | Thomas Muster Boris Becker            | Mark Philippoussis Goran Ivanišević Hernán Gumy Bernd Karbacher       |
| 29 de abril | BMW Open Múnich, Alemania Series Mundiales ATP 400 000$ Tierra Batida                                                                          | Lan Bale Stephen Noteboom 4–6, 7–6, 6–4                                                | Olivier Delaître Diego Nargiso                                            | Thomas Muster Boris Becker            | Mark Philippoussis Goran Ivanišević Hernán Gumy Bernd Karbacher       |
| 29 de abril | AT&T Challenge Atlanta, EE. UU. Series Mundiales ATP 303 000$ Tierra batida                                                                    | Karim Alami 6–3, 6–4                                                                   | Nicklas Kulti                                                             | Michael Chang Richey Reneberg         | Fernando Meligeni Javier Frana Vincent Spadea Bryan Shelton           |
| 29 de abril | AT&T Challenge Atlanta, EE. UU. Series Mundiales ATP 303 000$ Tierra batida                                                                    | Christo van Rensburg David Wheaton 7–6, 6–2                                            | Bill Behrens Matt Lucena                                                  | Michael Chang Richey Reneberg         | Fernando Meligeni Javier Frana Vincent Spadea Bryan Shelton           |
| 29 de abril | Abierto Skoda de Chequia Praga, República Checa Series Mundiales ATP 340 000$ Tierra Batida                                                    | Yevgeny Kafelnikov 7–5, 1–6, 6–3                                                       | Bohdan Ulihrach                                                           | Emilio Sánchez Vicario Christian Ruud | Beto Martín Michal Tabara Daniel Vacek Javier Sánchez Vicario         |
| 29 de abril | Abierto Skoda de Chequia Praga, República Checa Series Mundiales ATP 340 000$ Tierra Batida                                                    | Yevgeny Kafelnikov Daniel Vacek 6–3, 6–7, 6–3                                          | Luis Lobo Javier Sánchez Vicario                                          | Emilio Sánchez Vicario Christian Ruud | Beto Martín Michal Tabara Daniel Vacek Javier Sánchez Vicario         |

### Mayo
| Semana                | Torneo | Campeones                                  | Finalistas                   | Semifinalistas                  | Cuartos de final                                              |
| --------------------- | --- | ------------------------------------------ | ---------------------------- | ------------------------------- | ------------------------------------------------------------- |
| 6 de mayo             | Abierto Panasonic Hamburgo, Alemania Super 9 1,950,000$ Tierra batida                                                     | Roberto Carretero 2–6, 6–4, 6–4, 6–4       | Àlex Corretja                | Yevgeny Kafelnikov Marcelo Ríos | Gilbert Schaller Sergi Bruguera Wayne Ferreira Magnus Larsson |
| 6 de mayo             | Abierto Panasonic Hamburgo, Alemania Super 9 1,950,000$ Tierra batida                                                     | Mark Knowles Daniel Nestor 6–2, 6–4        | Guy Forget Jakob Hlasek      | Yevgeny Kafelnikov Marcelo Ríos | Gilbert Schaller Sergi Bruguera Wayne Ferreira Magnus Larsson |
| 6 de mayo             | U.S. Men's Clay Court Championships Pinehurst, Carolina del Norte, Estados Unidos Series Mundiales 264,250$ Tierra batida | Fernando Meligeni 6–4, 6–2                 | Mats Wilander                | Javier Frana Jason Stoltenberg  | Vincent Spadea Jonas Björkman Richey Reneberg Patrick Rafter  |
| 6 de mayo             | U.S. Men's Clay Court Championships Pinehurst, Carolina del Norte, Estados Unidos Series Mundiales 264,250$ Tierra batida | Pat Cash Patrick Rafter 6–2, 6–3           | Ken Flach David Wheaton      | Javier Frana Jason Stoltenberg  | Vincent Spadea Jonas Björkman Richey Reneberg Patrick Rafter  |
| 13 de mayo            | Abierto de Italia Roma, Italia ATP Super 9 1,950,000$ Tierra Batida                                                       | Thomas Muster 6–2, 6–4, 3–6, 6–3           | Richard Krajicek             | Albert Costa Wayne Ferreira     | Marcelo Ríos Andrea Gaudenzi Andrei Medvedev Stefan Edberg    |
| 13 de mayo            | Abierto de Italia Roma, Italia ATP Super 9 1,950,000$ Tierra Batida                                                       | Byron Black Grant Connell 6–2, 6–3         | Libor Pimek Byron Talbot     | Albert Costa Wayne Ferreira     | Marcelo Ríos Andrea Gaudenzi Andrei Medvedev Stefan Edberg    |
| 13 de mayo            | International Tennis Championships Coral Springs, Florida, Estados Unidos Series Mundiales 245,000$ Tierra batida         | Jason Stoltenberg 7–6(7–4), 2–6, 7–5       | Chris Woodruff               | Javier Frana Magnus Gustafsson  | Richard Fromberg Michael Tebbutt Vincent Spadea Sandon Stolle |
| 13 de mayo            | International Tennis Championships Coral Springs, Florida, Estados Unidos Series Mundiales 245,000$ Tierra batida         | Todd Woodbridge Mark Woodforde 6–3, 6–3    | Ivan Baron Brett Hansen-Dent | Javier Frana Magnus Gustafsson  | Richard Fromberg Michael Tebbutt Vincent Spadea Sandon Stolle |
| 20 de mayo            | Copa Mundial por Equipos Düsseldorf, Alemania – Tierra batida                                                             | Suiza · 2–1                                | República Checa              |                                 |                                                               |
| 20 de mayo            | Abierto de Sankt Pölten Sankt Pölten, Austria Series Mundiales ATP 400 000$ Tierra batida                                 | Marcelo Ríos 6–2, 6–4                      | Félix Mantilla               | Andrea Gaudenzi Slava Doseděl   | Thomas Muster Kenneth Carlsen Stefan Edberg Francisco Clavet  |
| 20 de mayo            | Abierto de Sankt Pölten Sankt Pölten, Austria Series Mundiales ATP 400 000$ Tierra batida                                 | Slava Doseděl Pavel Vízner 6–7, 6–4, 6–3   | David Adams Menno Oosting    | Andrea Gaudenzi Slava Doseděl   | Thomas Muster Kenneth Carlsen Stefan Edberg Francisco Clavet  |
| 27 de mayo 9 de junio | Roland Garros París, Francia Grand Slam 5,125,107$ Tierra Batida                                                          | Yevgeny Kafelnikov 7–6(7–4), 7–5, 7–6(7–4) | Michael Stich                | Pete Sampras Marc Rosset        | Jim Courier Richard Krajicek Bernd Karbacher Cédric Pioline   |
| 27 de mayo 9 de junio | Roland Garros París, Francia Grand Slam 5,125,107$ Tierra Batida                                                          | Yevgeny Kafelnikov Daniel Vacek 6–2, 6–3   | Guy Forget Jakob Hlasek      | Pete Sampras Marc Rosset        | Jim Courier Richard Krajicek Bernd Karbacher Cédric Pioline   |
| 27 de mayo 9 de junio | Roland Garros París, Francia Grand Slam 5,125,107$ Tierra Batida                                                          | Patricia Tarabini Javier Frana 6–2, 6–2    | Nicole Arendt Luke Jensen    | Pete Sampras Marc Rosset        | Jim Courier Richard Krajicek Bernd Karbacher Cédric Pioline   |

### Junio
| Semana                 | Torneo                                                                                          | Campeones                                         | Finalistas                              | Semifinalistas                   | Cuartos de final                                                     |
| ---------------------- | ----------------------------------------------------------------------------------------------- | ------------------------------------------------- | --------------------------------------- | -------------------------------- | -------------------------------------------------------------------- |
| 10 de junio            | Wilkinson Championships Rosmalen, Países Bajos Series Mundiales 475,000$ Hierba                 | Richey Reneberg 6–4, 6–0                          | Stephane Simian                         | Paul Haarhuis Jonas Björkman     | Leander Paes Richard Krajicek Jan Siemerink Frederik Fetterlein      |
| 10 de junio            | Wilkinson Championships Rosmalen, Países Bajos Series Mundiales 475,000$ Hierba                 | Paul Kilderry Pavel Vízner 7–5, 6–3               | Anders Järryd Daniel Nestor             | Paul Haarhuis Jonas Björkman     | Leander Paes Richard Krajicek Jan Siemerink Frederik Fetterlein      |
| 10 de junio            | Abierto de Oporto Oporto, Portugal Series Mundiales 400,000$ Tierra Batida                      | Félix Mantilla 6–7(5–7), 6–4, 6–3                 | Hernán Gumy                             | Carlos Moyà Christian Ruud       | Johan Van Herck Tomás Carbonell Stefano Pescosolido Richard Fromberg |
| 10 de junio            | Abierto de Oporto Oporto, Portugal Series Mundiales 400,000$ Tierra Batida                      | Emanuel Couto Bernardo Mota 4–6, 6–4, 6–4         | Joshua Eagle Andrew Florent             | Carlos Moyà Christian Ruud       | Johan Van Herck Tomás Carbonell Stefano Pescosolido Richard Fromberg |
| 10 de junio            | Torneo Stella Artois de Queen's Club Londres, Gran Bretaña Series Mundiales ATP 675 000$ Hierba | Boris Becker 6–4, 7–6(7–3)                        | Stefan Edberg                           | Thomas Muster Wayne Ferreira     | Mark Woodforde Todd Martin Michael Stich Patrick Rafter              |
| 10 de junio            | Torneo Stella Artois de Queen's Club Londres, Gran Bretaña Series Mundiales ATP 675 000$ Hierba | Todd Woodbridge Mark Woodforde 6–3, 7–6           | Sébastien Lareau Alex O'Brien           | Thomas Muster Wayne Ferreira     | Mark Woodforde Todd Martin Michael Stich Patrick Rafter              |
| 17 de junio            | Internazionali di Carisbo Bolonia, Italia Series Mundailes 303,000 Tierra Batida                | Alberto Berasategui 6–3, 6–4                      | Carlos Costa                            | Bohdan Ulihrach Francisco Clavet | Jimy Szymanski Javier Sánchez Vicario Andrei Chesnokov Karim Alami   |
| 17 de junio            | Internazionali di Carisbo Bolonia, Italia Series Mundailes 303,000 Tierra Batida                | Brent Haygarth Christo van Rensburg 6–1, 6–4      | Karim Alami Gábor Köves                 | Bohdan Ulihrach Francisco Clavet | Jimy Szymanski Javier Sánchez Vicario Andrei Chesnokov Karim Alami   |
| 17 de junio            | Abierto Gerry Weber Halle, Almania Series Mundiales 875,000$ Hierba                             | Nicklas Kulti 6–7(5–7), 6–3, 6–4                  | Yevgeny Kafelnikov                      | Richey Reneberg Daniel Vacek     | Brett Steven Jim Courier Magnus Gustafsson Magnus Larsson            |
| 17 de junio            | Abierto Gerry Weber Halle, Almania Series Mundiales 875,000$ Hierba                             | Byron Black Grant Connell 6–1, 7–5                | Yevgeny Kafelnikov Daniel Vacek         | Richey Reneberg Daniel Vacek     | Brett Steven Jim Courier Magnus Gustafsson Magnus Larsson            |
| 17 de junio            | Abierto de Nottingham Nottingham, Gran Bretaña Series Mundiales ATP 303 000$ Hierba             | Jan Siemerink 6–3, 7–6(7–0)                       | Sandon Stolle                           | Todd Woodbridge Greg Rusedski    | Mark Petchey Vincent Spadea Tim Henman Shuzo Matsuoka                |
| 17 de junio            | Abierto de Nottingham Nottingham, Gran Bretaña Series Mundiales ATP 303 000$ Hierba             | Mark Petchey Danny Sapsford 6–7, 7–6, 6–4         | Neil Broad Piet Norval                  | Todd Woodbridge Greg Rusedski    | Mark Petchey Vincent Spadea Tim Henman Shuzo Matsuoka                |
| 24 de junio 7 de julio | Torneo de Wimbledon Londres, Gran Bretaña Grand Slam 4,736,161$ Hierba                          | Richard Krajicek 6–3, 6–4, 6–3                    | MaliVai Washington                      | Jason Stoltenberg Todd Martin    | Pete Sampras Goran Ivanišević Tim Henman Alex Rădulescu              |
| 24 de junio 7 de julio | Torneo de Wimbledon Londres, Gran Bretaña Grand Slam 4,736,161$ Hierba                          | Mark Woodforde Todd Woodbridge 4–6, 6–1, 6–3, 6–2 | Byron Black Grant Connell               | Jason Stoltenberg Todd Martin    | Pete Sampras Goran Ivanišević Tim Henman Alex Rădulescu              |
| 24 de junio 7 de julio | Torneo de Wimbledon Londres, Gran Bretaña Grand Slam 4,736,161$ Hierba                          | Helena Suková Cyril Suk 1–6, 6–3, 6–2             | Larisa Savchenko-Neiland Mark Woodforde | Jason Stoltenberg Todd Martin    | Pete Sampras Goran Ivanišević Tim Henman Alex Rădulescu              |

### Julio
| Semana      | Torneo                                                                                                | Campeones                                      | Finalistas                        | Semifinalistas                            | Cuartos de final                                                     |                                                                      |
| ----------- | --- | ---------------------------------------------- | --------------------------------- | ----------------------------------------- | -------------------------------------------------------------------- | -------------------------------------------------------------------- |
| 8 de julio  | Abierto Investor de Båstad Bastad, Suecia Series Mundiales ATP 303 000$ Tierra Batida                 | Magnus Gustafsson 6–1, 6–3                     | Andrei Medvedev                   | Stefan Edberg Carlos Costa                | Thomas Johansson Tomás Carbonell Galo Blanco Magnus Larsson          | Thomas Johansson Tomás Carbonell Galo Blanco Magnus Larsson          |
| 8 de julio  | Abierto Investor de Båstad Bastad, Suecia Series Mundiales ATP 303 000$ Tierra Batida                 | David Ekerot Jeff Tarango 6–4, 3–6, 6–4        | Joshua Eagle Peter Nyborg         | Stefan Edberg Carlos Costa                | Thomas Johansson Tomás Carbonell Galo Blanco Magnus Larsson          | Thomas Johansson Tomás Carbonell Galo Blanco Magnus Larsson          |
| 8 de julio  | Abierto Rado Gstaad, Suiza Series Mundiales ATP 525 000$ Tierra Batida                                | Albert Costa 4–6, 7–6(7–2), 6–1, 6–0           | Félix Mantilla                    | Yevgeny Kafelnikov Bohdan Ulihrach        | Francisco Clavet Renzo Furlan Sergi Bruguera Alberto Berasategui     |                                                                      |
| 8 de julio  | Abierto Rado Gstaad, Suiza Series Mundiales ATP 525 000$ Tierra Batida                                | Jiří Novák Pavel Vízner 4–6, 7–6, 7–6          | Trevor Kronemann David Macpherson | Yevgeny Kafelnikov Bohdan Ulihrach        | Francisco Clavet Renzo Furlan Sergi Bruguera Alberto Berasategui     |                                                                      |
| 8 de julio  | Campeonato de tennis Hall of Fame Tennis Newport, Estados Unidos Series Mundiales ATP 230 000$ Hierba | Nicolas Pereira 4–6, 6–4, 6–4                  | Grant Stafford                    | Leander Paes Daniel Nestor                | Byron Black Andrei Olhovskiy Marcos Ondruska David Nainkin           |                                                                      |
| 8 de julio  | Campeonato de tennis Hall of Fame Tennis Newport, Estados Unidos Series Mundiales ATP 230 000$ Hierba | Marius Barnard Piet Norval 6–7, 6–4, 6–4       | Paul Kilderry Michael Tebbutt     | Leander Paes Daniel Nestor                | Byron Black Andrei Olhovskiy Marcos Ondruska David Nainkin           |                                                                      |
| 14 de julio | Mercedes Cup Stuttgart, Alemania ATP Championship Series 915 000$ Tierra Batida                       | Thomas Muster 6–2, 6–2, 6–4                    | Yevgeny Kafelnikov                | Alberto Berasategui Àlex Corretja         | Francisco Clavet Marc-Kevin Goellner Alexander Volkov Félix Mantilla | Francisco Clavet Marc-Kevin Goellner Alexander Volkov Félix Mantilla |
| 14 de julio | Mercedes Cup Stuttgart, Alemania ATP Championship Series 915 000$ Tierra Batida                       | Libor Pimek Byron Talbot 6–2, 5–7, 6–4         | Tomás Carbonell Francisco Roig    | Alberto Berasategui Àlex Corretja         | Francisco Clavet Marc-Kevin Goellner Alexander Volkov Félix Mantilla | Francisco Clavet Marc-Kevin Goellner Alexander Volkov Félix Mantilla |
| 14 de julio | Legg Mason Tennis Classic Washington D.C., Estados Unidos Championship Series 550,000$ Dura           | Michael Chang 6–2, 6–4                         | Wayne Ferreira                    | Renzo Furlan Kenneth Carlsen              | Patrick Rafter Richey Reneberg Neville Godwin Paul Haarhuis          | Patrick Rafter Richey Reneberg Neville Godwin Paul Haarhuis          |
| 14 de julio | Legg Mason Tennis Classic Washington D.C., Estados Unidos Championship Series 550,000$ Dura           | Grant Connell Scott Davis 7–6, 3–6, 6–3        | Doug Flach Chris Woodruff         | Renzo Furlan Kenneth Carlsen              | Patrick Rafter Richey Reneberg Neville Godwin Paul Haarhuis          | Patrick Rafter Richey Reneberg Neville Godwin Paul Haarhuis          |
| 22 de julio | Juegos Olímpicos Atlanta, Estados Unidos Juegos Olímpicos Dura                                        | Andre Agassi · 6–2, 6–3, 6–1                   | Sergi Bruguera                    | Leander Paes · Fernando Meligeni          | Wayne Ferreira Renzo Furlan MaliVai Washington Andrei Olhovskiy      |                                                                      |
| 22 de julio | Juegos Olímpicos Atlanta, Estados Unidos Juegos Olímpicos Dura                                        | Mark Woodforde Todd Woodbridge 6–4, 6–4, 6–2   | Neil Broad Tim Henman             | Leander Paes · Fernando Meligeni          | Wayne Ferreira Renzo Furlan MaliVai Washington Andrei Olhovskiy      |                                                                      |
| 22 de julio | Generali Open Kitzbühel, Austria Series Mundiales 400,000$ Tierra Batida                              | Alberto Berasategui 6–2, 6–4, 6–4              | Àlex Corretja                     | Emilio Benfele Álvarez Juan Albert Viloca | Thomas Muster Franco Squillari Filip Dewulf Nicolas Kiefer           |                                                                      |
| 22 de julio | Generali Open Kitzbühel, Austria Series Mundiales 400,000$ Tierra Batida                              | Libor Pimek Byron Talbot 7–6, 6–3              | David Adams Menno Oosting         | Emilio Benfele Álvarez Juan Albert Viloca | Thomas Muster Franco Squillari Filip Dewulf Nicolas Kiefer           |                                                                      |
| 29 de julio | Infiniti Open Los Ángeles, Estados Unidos Series Mundiales ATP 303 000$ Dura                          | Michael Chang 6–4, 6–3                         | Richard Krajicek                  | Stefan Edberg Sandon Stolle               | Stefano Pescosolido Scott Draper Alex O'Brien Jonas Björkman         | Stefano Pescosolido Scott Draper Alex O'Brien Jonas Björkman         |
| 29 de julio | Infiniti Open Los Ángeles, Estados Unidos Series Mundiales ATP 303 000$ Dura                          | Marius Barnard Piet Norval 7–5, 6–2            | Jonas Björkman Nicklas Kulti      | Stefan Edberg Sandon Stolle               | Stefano Pescosolido Scott Draper Alex O'Brien Jonas Björkman         | Stefano Pescosolido Scott Draper Alex O'Brien Jonas Björkman         |
| 29 de julio | Abierto de Países Bajos Ámsterdam, Países Bajos Series Mundiales 475 000$ Tierra batida               | Francisco Clavet 7–5, 6–1, 6–1                 | Younes El Aynaoui                 | Adrian Voinea Dennis van Scheppingen      | Slava Doseděl Félix Mantilla Carlos Moyà Hernán Gumy                 | Slava Doseděl Félix Mantilla Carlos Moyà Hernán Gumy                 |
| 29 de julio | Abierto de Países Bajos Ámsterdam, Países Bajos Series Mundiales 475 000$ Tierra batida               | Donald Johnson Francisco Montana 6–4, 3–6, 6–2 | Rikard Bergh Jack Waite           | Adrian Voinea Dennis van Scheppingen      | Slava Doseděl Félix Mantilla Carlos Moyà Hernán Gumy                 | Slava Doseděl Félix Mantilla Carlos Moyà Hernán Gumy                 |

### Agosto
| Semana                       | Torneo | Campeones                                    | Finalistas                                       | Semifinalistas                             | Cuartos de final                                                    |
| ---------------------------- | --- | -------------------------------------------- | ------------------------------------------------ | ------------------------------------------ | ------------------------------------------------------------------- |
| 5 de agosto                  | Great American Insurance ATP Championships Mason, EE. UU. ATP Super 9 1 950 000$ Dura                               | Andre Agassi 7–6(7–4), 6–4                   | Michael Chang                                    | Thomas Enqvist Thomas Muster               | Pete Sampras Goran Ivanišević Yevgeny Kafelnikov Wayne Ferreira     |
| 5 de agosto                  | Great American Insurance ATP Championships Mason, EE. UU. ATP Super 9 1 950 000$ Dura                               | Mark Knowles Daniel Nestor 3–6, 6–3, 6–4     | Sandon Stolle Cyril Suk                          | Thomas Enqvist Thomas Muster               | Pete Sampras Goran Ivanišević Yevgeny Kafelnikov Wayne Ferreira     |
| 5 de agosto                  | Internazionali di Tennis di San Marino Ciudad de San Marino, San Marino Series Mundiales ATP 275 000$ Tierra Batida | Albert Costa 7–6(9–7), 6–3                   | Félix Mantilla                                   | Marcelo Charpentier Javier Sánchez Vicario | Adrian Voinea Gilbert Schaller Christian Ruud Slava Doseděl         |
| 5 de agosto                  | Internazionali di Tennis di San Marino Ciudad de San Marino, San Marino Series Mundiales ATP 275 000$ Tierra Batida | Pablo Albano Lucas Arnold Ker 6–1, 6–3       | Mariano Hood Sebastián Prieto                    | Marcelo Charpentier Javier Sánchez Vicario | Adrian Voinea Gilbert Schaller Christian Ruud Slava Doseděl         |
| 12 de agosto                 | RCA Championships Indianápolis, Estados Unidos Championship Series 915 000$ Dura                                    | Pete Sampras 7–6(7–3), 7–5                   | Goran Ivanišević                                 | Bohdan Ulihrach Todd Martin                | Tommy Haas Àlex Corretja Thomas Enqvist Lionel Roux                 |
| 12 de agosto                 | RCA Championships Indianápolis, Estados Unidos Championship Series 915 000$ Dura                                    | Jim Grabb Richey Reneberg 7–6, 4–6, 6–4      | Petr Korda Cyril Suk                             | Bohdan Ulihrach Todd Martin                | Tommy Haas Àlex Corretja Thomas Enqvist Lionel Roux                 |
| 12 de agosto                 | Volvo International New Haven, EE. UU. ATP Championship Series 915 000$ Dura                                        | Alex O'Brien 7–6(8–6), 6–4                   | Jan Siemerink                                    | Mark Philippoussis Wayne Ferreira          | Yevgeny Kafelnikov Marc Rosset Daniel Vacek Richard Krajicek        |
| 12 de agosto                 | Volvo International New Haven, EE. UU. ATP Championship Series 915 000$ Dura                                        | Byron Black Grant Connell 6–4, 6–4           | Jonas Björkman Nicklas Kulti                     | Mark Philippoussis Wayne Ferreira          | Yevgeny Kafelnikov Marc Rosset Daniel Vacek Richard Krajicek        |
| 12 de agosto                 | Campeonato Internacional de Croacia Umag, Croacia Series Mundiales ATP 375 000$ Tierra Batida                       | Carlos Moyà 6–0, 7–6(7–4)                    | Félix Mantilla                                   | Slava Doseděl Christian Ruud               | Albert Costa Gilbert Schaller Marcos Aurelio Gorriz Gustavo Kuerten |
| 12 de agosto                 | Campeonato Internacional de Croacia Umag, Croacia Series Mundiales ATP 375 000$ Tierra Batida                       | Pablo Albano Luis Lobo 6–4, 6–1              | Ģirts Dzelde Udo Plamberger                      | Slava Doseděl Christian Ruud               | Albert Costa Gilbert Schaller Marcos Aurelio Gorriz Gustavo Kuerten |
| 19 de agosto                 | Waldbaum's Hamlet Cup Long Island, EE. UU. Series Mundiales 225,000$ Dura                                           | Andrei Medvedev 7–5, 6–3                     | Martin Damm                                      | Karol Kučera Adrian Voinea                 | Michael Chang Jonathan Stark Michael Joyce Thomas Johansson         |
| 19 de agosto                 | Waldbaum's Hamlet Cup Long Island, EE. UU. Series Mundiales 225,000$ Dura                                           | Luke Jensen Murphy Jensen 6–3, 7–6           | Hendrik Dreekmann Alexander Vladimirovich Volkov | Karol Kučera Adrian Voinea                 | Michael Chang Jonathan Stark Michael Joyce Thomas Johansson         |
| 19 de agosto                 | Abierto du Maurier Toronto, Canadá Super 9 1,750,000$ Dura                                                          | Wayne Ferreira 6–2, 6–4                      | Todd Woodbridge                                  | Marcelo Ríos Todd Martin                   | Mark Philippoussis Patrick Rafter Thomas Enqvist Alex O'Brien       |
| 19 de agosto                 | Abierto du Maurier Toronto, Canadá Super 9 1,750,000$ Dura                                                          | Patrick Galbraith Paul Haarhuis 6–3, 7–5     | Mark Knowles Daniel Nestor                       | Marcelo Ríos Todd Martin                   | Mark Philippoussis Patrick Rafter Thomas Enqvist Alex O'Brien       |
| 25 de agosto 8 de septiembre | U.S. Open Flushing, New York, Estados Unidos Grand Slam 4 806 000$ Dura                                             | Pete Sampras 6–1, 6–4, 7–6(7–3)              | Michael Chang                                    | Goran Ivanišević Andre Agassi              | Àlex Corretja Stefan Edberg Thomas Muster Javier Sánchez Vicario    |
| 25 de agosto 8 de septiembre | U.S. Open Flushing, New York, Estados Unidos Grand Slam 4 806 000$ Dura                                             | Mark Woodforde Todd Woodbridge 4–6, 7–6, 7–6 | Jacco Eltingh Paul Haarhuis                      | Goran Ivanišević Andre Agassi              | Àlex Corretja Stefan Edberg Thomas Muster Javier Sánchez Vicario    |
| 25 de agosto 8 de septiembre | U.S. Open Flushing, New York, Estados Unidos Grand Slam 4 806 000$ Dura                                             | Lisa Raymond Patrick Galbraith 7–6, 7–6      | Manon Bollegraf Rick Leach                       | Goran Ivanišević Andre Agassi              | Àlex Corretja Stefan Edberg Thomas Muster Javier Sánchez Vicario    |

### Septiembre
| Semana           | Torneo                                                                                         | Campeones                                          | Finalistas                                          | Semifinalistas                  | Cuartos de final                                                        |
| ---------------- | ---------------------------------------------------------------------------------------------- | -------------------------------------------------- | --------------------------------------------------- | ------------------------------- | ----------------------------------------------------------------------- |
| 9 de septiembre  | Bournemouth International Bournemouth, Reino Unido Series Mundiales ATP 375,000$ Tierra batida | Albert Costa 6–7(4–7), 6–2, 6–2                    | Marc-Kevin Goellner                                 | Magnus Norman Jason Stoltenberg | Danny Sapsford Sergi Bruguera Greg Rusedski Mariano Zabaleta            |
| 9 de septiembre  | Bournemouth International Bournemouth, Reino Unido Series Mundiales ATP 375,000$ Tierra batida | Marc-Kevin Goellner Greg Rusedski 6–3, 7–6         | Rodolphe Gilbert Nuno Marques                       | Magnus Norman Jason Stoltenberg | Danny Sapsford Sergi Bruguera Greg Rusedski Mariano Zabaleta            |
| 9 de septiembre  | Abierto de Bogotá Bogotá, Colombia Series Mundiales 303,000$ Tierra batida                     | Thomas Muster 6–7(6–8), 6–2, 6–3                   | Nicolás Lapentti                                    | Lucas Arnold Ker Mauricio Hadad | Ramón Delgado Eyal Ran Alejandro Hernández Sjeng Schalken               |
| 9 de septiembre  | Abierto de Bogotá Bogotá, Colombia Series Mundiales 303,000$ Tierra batida                     | Nicolas Pereira David Rikl 6–3, 7–6                | Pablo Campana Nicolás Lapentti                      | Lucas Arnold Ker Mauricio Hadad | Ramón Delgado Eyal Ran Alejandro Hernández Sjeng Schalken               |
| 9 de septiembre  | Abierto de Rumanía Bucarest, Rumanía Series Mundiales ATP 475,000$ Tierra Batida               | Alberto Berasategui 6–1, 7–6(7–5)                  | Carlos Moyà                                         | Christian Ruud Andrei Pavel     | Dinu Pescariu Ion Moldovan Francisco Clavet Jiří Novák                  |
| 9 de septiembre  | Abierto de Rumanía Bucarest, Rumanía Series Mundiales ATP 475,000$ Tierra Batida               | David Ekerot Jeff Tarango 7–6, 7–6                 | David Adams Menno Oosting                           | Christian Ruud Andrei Pavel     | Dinu Pescariu Ion Moldovan Francisco Clavet Jiří Novák                  |
| 15 de septiembre | Copa Davis Semifinales Nantes, Francia – Moqueta Praga, República Checa – Moqueta              | Ganadores de la semifinal Francia 3–2 · Suecia 4–1 | Perdedores de la semifinal Italia · República Checa |                                 |                                                                         |
| 23 de septiembre | Davidoff Swiss Indoors Basilea, Suiza Series Mundiales ATP 975,000$ Dura                       | Pete Sampras 7–5, 6–2, 6–0                         | Hendrik Dreekmann                                   | Yevgeny Kafelnikov Jiří Novák   | Mikael Tillström Marc-Kevin Goellner Olivier Delaître Petr Korda        |
| 23 de septiembre | Davidoff Swiss Indoors Basilea, Suiza Series Mundiales ATP 975,000$ Dura                       | Yevgeny Kafelnikov Daniel Vacek 6–3, 6–4           | David Adams Menno Oosting                           | Yevgeny Kafelnikov Jiří Novák   | Mikael Tillström Marc-Kevin Goellner Olivier Delaître Petr Korda        |
| 23 de septiembre | Campionati Internazionali di Sicilia Palermo, Italy Series Mundiales 303,000$ Tierra batida    | Karim Alami 7–5, 2–1 retired                       | Adrian Voinea                                       | Johan Van Herck Marzio Martelli | Hicham Arazi Àlex Corretja Francisco Clavet Jordi Burillo               |
| 23 de septiembre | Campionati Internazionali di Sicilia Palermo, Italy Series Mundiales 303,000$ Tierra batida    | Andrew Kratzmann Marcos Ondruska 7–6, 6–4          | Cristian Brandi Emilio Sánchez Vicario              | Johan Van Herck Marzio Martelli | Hicham Arazi Àlex Corretja Francisco Clavet Jordi Burillo               |
| 30 de septiembre | Abierto de Singapur Singapur Series Mundiales 389,250$ Dura                                    | Jonathan Stark 6–4, 6–4                            | Michael Chang                                       | Greg Rusedski Thomas Johansson  | Javier Frana Andrei Olhovskiy Martin Sinner Richard Krajicek            |
| 30 de septiembre | Abierto de Singapur Singapur Series Mundiales 389,250$ Dura                                    | Mark Woodforde Todd Woodbridge 7–6, 7–6            | Martin Damm Andrei Olhovskiy                        | Greg Rusedski Thomas Johansson  | Javier Frana Andrei Olhovskiy Martin Sinner Richard Krajicek            |
| 30 de septiembre | Gran Premio de Tenis de Lyon Lyon, Francia Series Mundiales ATP 725,000$ Moqueta               | ' Yevgeny Kafelnikov 7–5, 6–3                      | Arnaud Boetsch                                      | Thomas Enqvist Tim Henman       | Lionel Roux Marcelo Ríos Karol Kučera Magnus Gustafsson                 |
| 30 de septiembre | Gran Premio de Tenis de Lyon Lyon, Francia Series Mundiales ATP 725,000$ Moqueta               | Jim Grabb Richey Reneberg 6–2, 6–1                 | Neil Broad Piet Norval                              | Thomas Enqvist Tim Henman       | Lionel Roux Marcelo Ríos Karol Kučera Magnus Gustafsson                 |
| 30 de septiembre | Abierto de Marbella Marbella, España Series Mundiales 303,000$ Tierra batida                   | Marc-Kevin Goellner 7–6(7–4), 7–6(7–2)             | Àlex Corretja                                       | Bernd Karbacher Félix Mantilla  | Marcos Aurelio Gorriz Marcelo Filippini Fernando Vicente Christian Ruud |
| 30 de septiembre | Abierto de Marbella Marbella, España Series Mundiales 303,000$ Tierra batida                   | Andrew Kratzmann Jack Waite 6–7, 6–3, 6–4          | Pablo Albano Lucas Arnold Ker                       | Bernd Karbacher Félix Mantilla  | Marcos Aurelio Gorriz Marcelo Filippini Fernando Vicente Christian Ruud |

### Octubre
| Semana        | Torneo                                                                      | Campeones                                   | Finalistas                       | Semifinalistas                  | Cuartos de final                                              |
| ------------- | --------------------------------------------------------------------------- | ------------------------------------------- | -------------------------------- | ------------------------------- | ------------------------------------------------------------- |
| 7 de octubre  | Nokia Open Pekín, China Series Mundiales 303,000$ Moqueta                   | Greg Rusedski 7–6(7–5), 6–4                 | Martin Damm                      | Thomas Johansson Byron Black    | Scott Draper Hendrik Dreekmann Sjeng Schalken Gustavo Kuerten |
| 7 de octubre  | Nokia Open Pekín, China Series Mundiales 303,000$ Moqueta                   | Martin Damm Andrei Olhovskiy 6–4, 7–5       | Patrik Kühnen Gary Muller        | Thomas Johansson Byron Black    | Scott Draper Hendrik Dreekmann Sjeng Schalken Gustavo Kuerten |
| 7 de octubre  | CA-TennisTrophy Viena, Austria ATP Championship Series 675,000$ Moqueta     | Boris Becker 6–4, 6–7(7–9), 6–2, 6–3        | Jan Siemerink                    | Arnaud Boetsch Todd Martin      | Stefan Edberg Yevgeny Kafelnikov Marc Rosset Goran Ivanišević |
| 7 de octubre  | CA-TennisTrophy Viena, Austria ATP Championship Series 675,000$ Moqueta     | Yevgeny Kafelnikov Daniel Vacek 7–6, 6–4    | Menno Oosting Pavel Vízner       | Arnaud Boetsch Todd Martin      | Stefan Edberg Yevgeny Kafelnikov Marc Rosset Goran Ivanišević |
| 14 de octubre | Eisenberg Israel Open Tel Aviv, Israel Series Mundiales 303,000$ Dura       | Javier Sánchez Vicario 6–4, 7–5             | Marcos Ondruska                  | MaliVai Washington Albert Costa | Grant Stafford Javier Frana Hernán Gumy Scott Draper          |
| 14 de octubre | Eisenberg Israel Open Tel Aviv, Israel Series Mundiales 303,000$ Dura       | Marcos Ondruska Grant Stafford 6–3, 6–2     | Noam Behr Eyal Erlich            | MaliVai Washington Albert Costa | Grant Stafford Javier Frana Hernán Gumy Scott Draper          |
| 14 de octubre | IPB Czech Indoor Ostrava, República Checa Series Mundiales 975,000$ Moqueta | David Prinosil 6–1, 6–2                     | Petr Korda                       | Martin Damm Tim Henman          | Jiří Novák Michael Stich Todd Martin Wayne Ferreira           |
| 14 de octubre | IPB Czech Indoor Ostrava, República Checa Series Mundiales 975,000$ Moqueta | Cyril Suk Sandon Stolle 7–6, 6–3            | Ján Krošlák Karol Kučera         | Martin Damm Tim Henman          | Jiří Novák Michael Stich Todd Martin Wayne Ferreira           |
| 14 de octubre | Grand Prix de Toulouse Toulouse, Francia Series Mundiales ATP 375,000$ Dura | Mark Philippoussis 6–1, 5–7, 6–4            | Magnus Larsson                   | Marcelo Ríos Mark Woodforde     | Orlin Stanoytchev Bernd Karbacher Hicham Arazi Cédric Pioline |
| 14 de octubre | Grand Prix de Toulouse Toulouse, Francia Series Mundiales ATP 375,000$ Dura | Jacco Eltingh Paul Haarhuis 6–3, 7–5        | Olivier Delaître Guillaume Raoux | Marcelo Ríos Mark Woodforde     | Orlin Stanoytchev Bernd Karbacher Hicham Arazi Cédric Pioline |
| 21 de octubre | Eurocard Open Stuttgart, Alemania ATP Super 9 1,950,000$ Moqueta            | Boris Becker 3–6, 6–3, 3–6, 6–3, 6–4        | Pete Sampras                     | Jan Siemerink Michael Chang     | Andre Agassi Goran Ivanišević Magnus Gustafsson Marcelo Ríos  |
| 21 de octubre | Eurocard Open Stuttgart, Alemania ATP Super 9 1,950,000$ Moqueta            | Sébastien Lareau Alex O'Brien 3–6, 6–4, 6–3 | Jacco Eltingh Paul Haarhuis      | Jan Siemerink Michael Chang     | Andre Agassi Goran Ivanišević Magnus Gustafsson Marcelo Ríos  |
| 28 de octubre | Abierto de París París, Francia ATP Super 9 2,300,000$ Moqueta              | Thomas Enqvist 6–2, 6–4, 7–5                | Yevgeny Kafelnikov               | Magnus Gustafsson Petr Korda    | Marc Rosset Stefan Edberg Paul Haarhuis Arnaud Boetsch        |
| 28 de octubre | Abierto de París París, Francia ATP Super 9 2,300,000$ Moqueta              | Jacco Eltingh Paul Haarhuis 6–4, 4–6, 7–6   | Yevgeny Kafelnikov Daniel Vacek  | Magnus Gustafsson Petr Korda    | Marc Rosset Stefan Edberg Paul Haarhuis Arnaud Boetsch        |

### Noviembre
| Semana          | Torneo                                                                                                   | Campeones                                             | Finalistas                    | Semifinalistas                                                  | Cuartos de final                                                        |
| --------------- | --- | ----------------------------------------------------- | ----------------------------- | --------------------------------------------------------------- | ----------------------------------------------------------------------- |
| 4 de noviembre  | Copa Kremlin Moscú, Rusia Series Mundiales ATP 1,125,000$ Dura                                           | Goran Ivanišević 3–6, 6–1, 6–3                        | Yevgeny Kafelnikov            | David Prinosil Alex O'Brien                                     | Byron Black Andrei Olhovskiy Sjeng Schalken Petr Korda                  |
| 4 de noviembre  | Copa Kremlin Moscú, Rusia Series Mundiales ATP 1,125,000$ Dura                                           | Rick Leach Andrei Olhovskiy 4–6, 6–1, 6–2             | Jiří Novák David Rikl         | David Prinosil Alex O'Brien                                     | Byron Black Andrei Olhovskiy Sjeng Schalken Petr Korda                  |
| 4 de noviembre  | Abierto Scania de Estocolmo Estocolmo, Suecia Series Mundiales ATP 800,000$ Dura (i)                     | Thomas Enqvist 7–5, 6–4, 7–6(7–0)                     | Todd Martin                   | Thomas Johansson Magnus Norman                                  | Greg Rusedski Patrik Fredriksson Vincent Spadea Richey Reneberg         |
| 4 de noviembre  | Abierto Scania de Estocolmo Estocolmo, Suecia Series Mundiales ATP 800,000$ Dura (i)                     | Patrick Galbraith Jonathan Stark 7–6, 6–4             | Todd Martin Chris Woodruff    | Thomas Johansson Magnus Norman                                  | Greg Rusedski Patrik Fredriksson Vincent Spadea Richey Reneberg         |
| 4 de noviembre  | Hellmann's Cup Santiago, Chile Series Mundiales ATP 203,000$ Tierra batida                               | Hernán Gumy 6–4, 7–5                                  | Marcelo Ríos                  | Alberto Berasategui Félix Mantilla                              | Fernando Meligeni Marcelo Filippini Emilio Benfele Álvarez Oliver Gross |
| 4 de noviembre  | Hellmann's Cup Santiago, Chile Series Mundiales ATP 203,000$ Tierra batida                               | Gustavo Kuerten Fernando Meligeni 6–4, 6–2            | Dinu Pescariu Albert Portas   | Alberto Berasategui Félix Mantilla                              | Fernando Meligeni Marcelo Filippini Emilio Benfele Álvarez Oliver Gross |
| 13 de noviembre | Campeonato Mundial ATP Tour de dobles Hanover, Alemania ATP Tour World Championships 500,000$ Moqueta    | Mark Woodforde Todd Woodbridge 6–4, 5–7, 6–2, 7–6     | Sébastien Lareau Alex O'Brien | Byron Black / Grant Connell Trevor Kronemann / David Macpherson | Byron Black / Grant Connell Trevor Kronemann / David Macpherson         |
| 19 de noviembre | Campeonato Mundial ATP Tour individual Hanover, Alemania ATP Tour World Championships 3,300,000$ Moqueta | Pete Sampras 3–6, 7–6(7–5), 7–6(7–4), 6–7(11–13), 6–4 | Boris Becker                  | Goran Ivanišević Richard Krajicek                               | Ronda Robin Thomas Muster Michael Chang Yevgeny Kafelnikov Andre Agassi |
| 30 de noviembre | Copa Davis Final Malmö, Suecia – Moqueta                                                                 | Francia 3–2                                           | Suecia                        |                                                                 |                                                                         |

### Diciembre
| Semana         | Torneo                                                               | Campeones                  | Finalistas       | Semifinalistas                | Cuartos de final                                           |
| -------------- | -------------------------------------------------------------------- | -------------------------- | ---------------- | ----------------------------- | ---------------------------------------------------------- |
| 6 de diciembre | Grand Slam Cup Múnich, Alemania Copa Grand Slam(ITF) 6,000,000$ Dura | Boris Becker 6–3, 6–4, 6–4 | Goran Ivanišević | Tim Henman Yevgeny Kafelnikov | MaliVai Washington Jakob Hlasek Jim Courier Mark Woodforde |